# Nicrophorus pliozaenicus
Nicrophorus pliozaenicus là một loài bọ cánh cứng tuyệt chủng được miêu tả bởi Erasmus Gersdorf năm 1969.